# 六分波
六分波是一個足球術語，意指兩支球隊在三分制聯賽或分組賽上，位列接近排名時（尤其在爭標或護級形勢上）的對碰，由於這樣的對戰必然有至少一方失分，而若其中一方勝出奪得3分，另一方同時亦會失去3分，在此消彼長下，這種形勢就是六分波，因此被稱為六分波的賽事的重要性一般較高，而由於季尾的形勢已趨白熱化，使用率會更高。由於「波」是粵語中「球」的意思，六分波這個術語在粵語地區的使用率較高。六分波在英語稱為Six-pointer。某程度上亦被稱為「天王山之戰」。

## 例子
- 2013/14英超，利物浦主場迎戰車路士，由於雙方都屬前列份子，這場比賽的勝負足以左右冠軍爭奪，結果利物浦主場以0:2飲恨，更令爭標對手車路士全取3分（不過最終是由曼城取得冠軍）。
- 2014球季冰島超級聯賽的收官戰，由班霸夏拿佐杜亞主場迎戰新興勢力史達蘭，主隊在賽前僅領先兩分，因此若史達蘭得勝便能奪冠（取得三分之餘，同時阻止爭標對手獲得分數）。結果作客的史達蘭在先入一球下，其中一名球員被紅牌趕出場，而主隊亦追和1:1，在賽事的最後一分鐘，僅十人應戰的史達蘭全軍進攻並最終取得關鍵入球，以2:1成功贏得這場六分波並首奪聯賽冠軍。

賽前形勢：
| 球隊       | 積分 |
| ---------- | ---- |
| 夏拿佐杜亞 | 51   |
| 史達蘭     | 49   |

若夏拿佐杜亞不敗，亦至少保持兩分優勢而奪冠
| 球隊       | 積分    |
| ---------- | ------- |
| 夏拿佐杜亞 | 54 / 52 |
| 史達蘭     | 49 / 50 |

最終夏拿佐杜亞落敗，被反超前1分
| 球隊       | 積分 |
| ---------- | ---- |
| 史達蘭     | 52   |
| 夏拿佐杜亞 | 51   |

## 外部連結
- 什麼是「六分波」? - 《明報》李天命網上思考
- 古天奴：呢場係6分波 （页面存档备份，存于）
- 本週港甲預告：港會南區「6分波」之爭- Goal.com （页面存档备份，存于）
- 【英超預告】QPR般尼要爭贏「6分波」 - now 體育 （页面存档备份，存于）